# Haemaphysalis hirsuta
Haemaphysalis hirsuta este o specie de căpușe din genul Haemaphysalis, familia Ixodidae, descrisă de Hoogstraal, Trapido și Glen M. Kohls în anul 1966. Conform Catalogue of Life specia Haemaphysalis hirsuta nu are subspecii cunoscute.